# William Phillips (economista)
Alban William Housego "A. W." "Bill" Phillips, más conocido como William Phillips MBE (18 de noviembre de 1914 - 4 de marzo de 1975), fue un economista neozelandés. Antes de terminar el colegio, inició sus viajes, primero a Australia, trabajando como cazador de cocodrilos y director de sala de cine y, posteriormente, a los 23 años, buscando su vida en China y Rusia, durante la invasión china de Japón, llegando al Reino Unido en 1938, donde estudió ingeniería eléctrica.
Después de la Segunda Guerra Mundial, donde participó en Asia y estuvo preso de los japoneses durante tres años, volvió al Reino Unido e inició sus estudios de sociología en la London School of Economics (LSE), cambiándose al estudio de económicas cuando se interesó por las teorías del economista inglés, John Maynard Keynes.

## Contribuciones
Aunque es reconocido principalmente por su Curva de Phillips, que describió en 1958, también diseñó y elaboró la computadora MONIAC (por sus siglas en inglés Monetary National Income Analogue Computer).